# 허서현
허서현(許瑞玹, 2002년 5월 30일 ~ )은 대한민국의 바둑 기사이다.

## 학력
- 충암중학교 졸업

## 약력
경상남도 진주 출신으로 7세 때 부모의 권유로 바둑에 입문했고 2년간의 한국기원 연구생 활동한 이후 2017년 12월 제48회 여자입단대회를 통해 입단했다. 2018년 엠디엠 한국여자바둑리그 출전했고, 제12회 지지옥션배 신사 대 숙녀 연승대항전 본선과 제2회 한국제지 여자기성전 본선 16강에 올랐다. 2019년 제7기 하찬석 국수배 영재바둑대회 본선 8강에 진출했다. 2020년 2단을 거쳐 2021년에 3단, 2023년에 4단으로 승단했다.